# Neopediasia mixtalis
Neopediasia mixtalis är en fjärilsart som beskrevs av Walker 1863. Neopediasia mixtalis ingår i släktet Neopediasia och familjen Crambidae. Inga underarter finns listade i Catalogue of Life.